# Universität Laval
Die Universität Laval (französisch Université Laval, ULAVAL) ist eine der ältesten Universitäten des amerikanischen Kontinents, sie gehört zu den größten Forschungsuniversitäten Kanadas und ist in der Stadt Québec beheimatet.

## Geschichte
Das Gründungsjahr wird mit 1663 angegeben; die Leitung oblag zunächst dem kanadisch-französischen Klerus. Heute ist sie eine staatliche Universität, welche zum größten Teil vom Ministerium für Ausbildung der Provinz Québec finanziert wird. Gleichzeitig ist sie die älteste frankophone Hochschuleinrichtung Amerikas und die sechstälteste Universität Kanadas. Der Asteroid (14424) Laval ist seit 2003 nach ihr benannt.

### Gründung
Der erste Bischof von Québec, François de Montmorency-Laval, welcher sich „de Laval“ nannte, gründete mit der Genehmigung von Ludwig XIV. in Neufrankreich das Seminar von Québec. Mit königlicher Zustimmung wurde es 1852 in „Universität Laval“ umbenannt. 1878 eröffnete die Universität Laval eine Zweigstelle in Montréal, sie wurde 1919 zur eigenständigen Universität Montreal. Die Universität Laval entwickelte sich zu einem Zentrum aller Ausbildungen in französischer Sprache auf dem nordamerikanischen Kontinent.

### Heutige Universitätsleitung

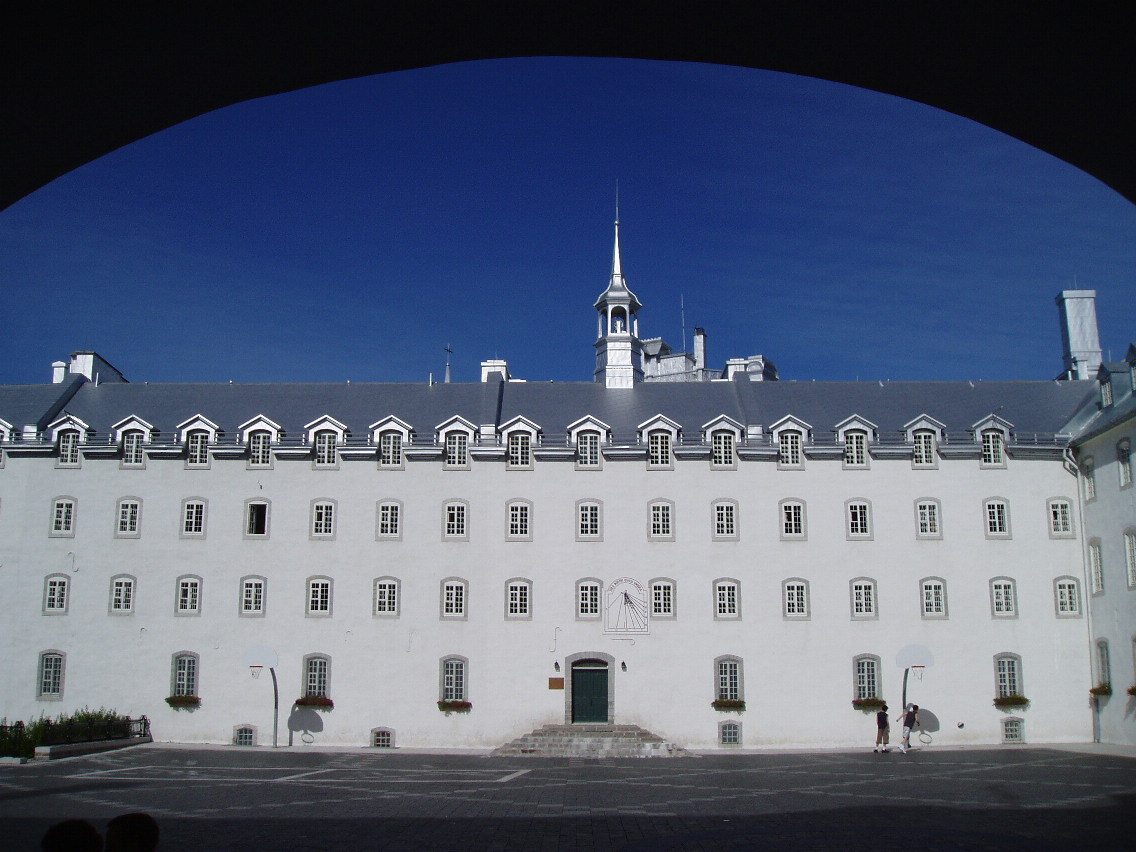
Séminaire im Stadtzentrum

Im Jahr 1991 wurde ein Zweikammergremium zur Leitung der Universität eingesetzt. Es setzt sich aus dem Akademischen Rat und einer Managementgruppe zusammen. Der Rektor wird in einem Fünfjahresrhythmus gewählt und kann nur einmal wiedergewählt werden.
Die Führungsgremien bestehen aus:
- Universitätsdirektor
- Rektor der Universität
- Sechs Konrektoren mit unterschiedlichen Verantwortungsbereichen
- Generalsekretär
- Ein stellvertretender Konrektor

## Der Campus

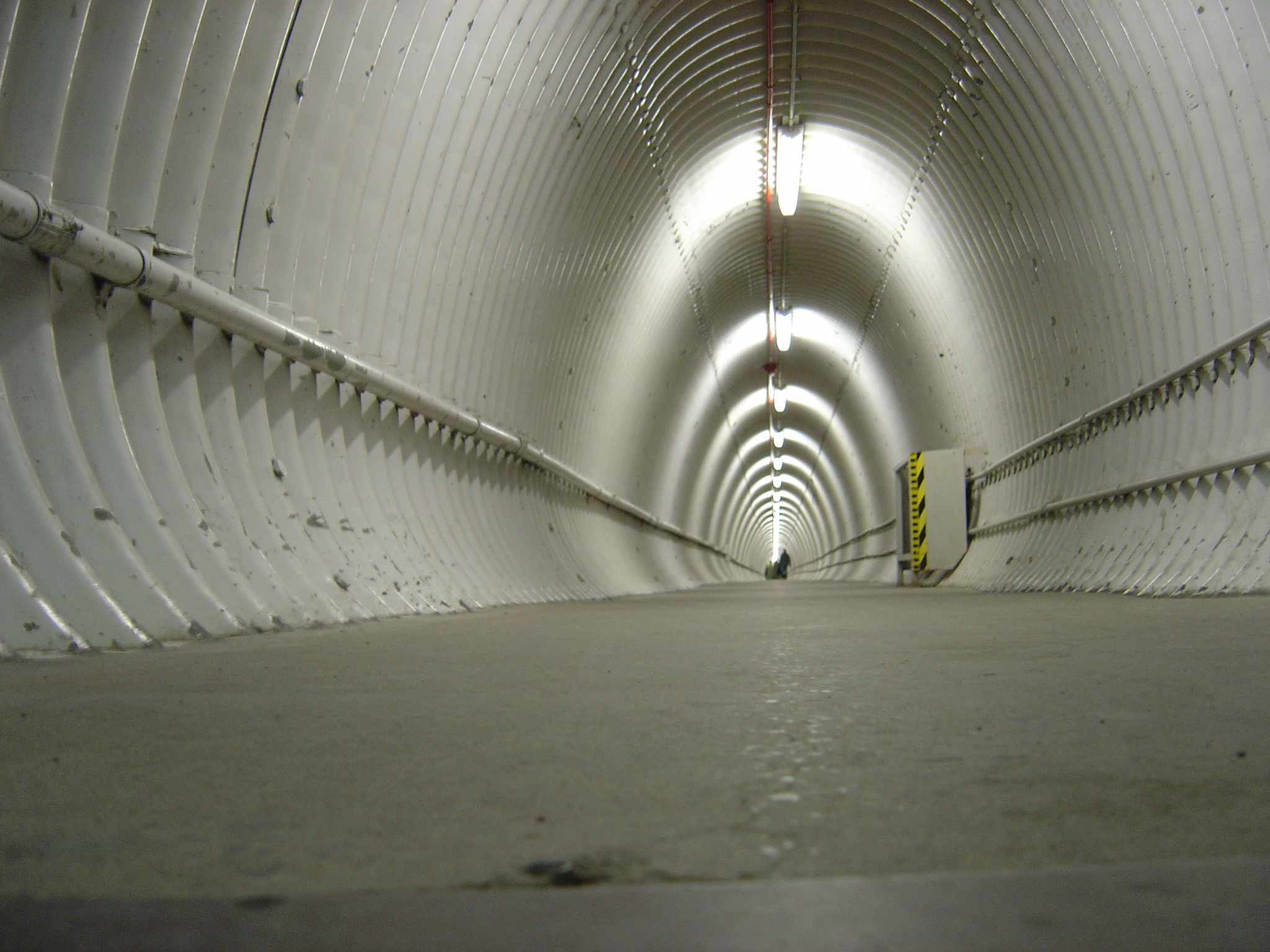
Fußwegtunnel

Das Universitätsgelände erstreckt sich über 1,2 km², auf denen 30 Gebäudekomplexe und Pavillons stehen. Diese sind mit einem 10 Kilometer langen Fußgängertunnelsystem verbunden. Die Untertunnelung der Universität dient vor allem der Mobilität der Universitätsangehörigen während des strengen Winters in Québec. Vergleichbare Konstruktionen findet sich in Montréal, Toronto und anderen Universitäten in Kanada.
Die vier Studentenwohnheime haben eine Zimmerkapazität für 2.300 Personen, des Weiteren steht ein großer Sozial- und Wirtschaftskomplex, das Alphonse-Desjardins/Maurice-Pollack-Gebäude zur Verfügung. Darüber hinaus gehören zur Universität einzelne Gebäude in der Stadt Québec, mit denen die Verbindung zur Bevölkerung erhalten bleiben soll. Hierzu gehört die Schule für Architektur und die Schule für visuelle Künste.

## Forschung und internationale Kooperationen
Der Forschung und internationalen Kooperation wird zur Erfüllung des Bildungsauftrages eine bedeutende Rolle beigemessen. So verfügt die Universität über 125 Forschungseinrichtungen, welche mit rund 1.600 Professuren besetzt sind. Des Weiteren ist die Universität der Hauptpartner für das Kanadische Internationale Entwicklungszentrum.
Die Universität unterhält unter anderem Austauschprogramme  mit der Universität Mannheim, TU München, Universität Passau, FU Berlin, Universität Hamburg und der WHU – Otto Beisheim School of Management.

## Personal und Studenten
2018 studierten an der Universität in rund 500 Ausbildungsfächern und Programmen, über 43.000 Personen mit einem graduierten Ausbildungsziel. Davon kamen mehr als 6.000 aus dem Ausland und über 1.000 aus den anderen Provinzen Kanadas.
Sie wurden von ca. 3.200 Professoren (auch Gastprofessoren) und anderen Lehrkräften sowie mehr als 9.600 Voll- und Teilzeitbeschäftigten betreut.
Im akademischen Jahr 2016–2017 wurden 5.557 Bachelor-Abschlüsse, 2.197 Master-Abschlüsse und 345 Promotionen vergeben.

## Fakultäten und Lehreinrichtungen
- Fakultät für Rechtswissenschaften

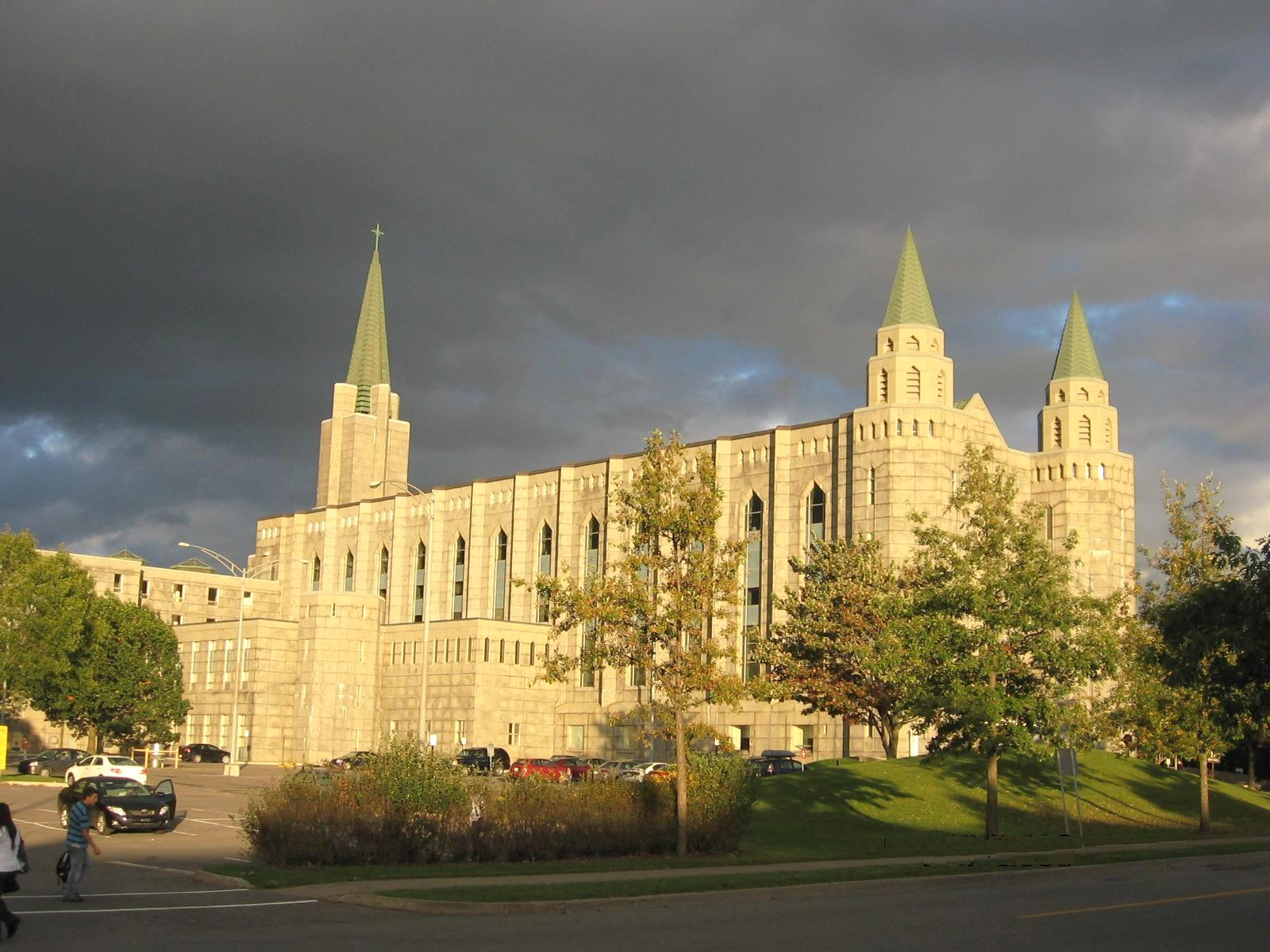
Pavillon Louis-Jacques-Casault

- Hochschule für Architektur und visuelle Künste
- Geomatik und Forstwissenschaften
- Fakultät für Literatur
- Medizinische und Zahnmedizinische Fakultät
- Philosophische Fakultät
- Hochschule für Musik
- Fachschule für Pharmazie
- Fakultät für Verwaltungswissenschaften (BWL)
- Landwirtschaft und Ernährung
- Erziehungswissenschaften
- Naturwissenschaften und Ingenieurwesen
- Krankenpflegeschule
- Sozialwissenschaften
- Fakultät für Theologie und Religionswissenschaften
- Universitätsbibliothek (Bücher, Videos und Filme) und Internet

## Persönlichkeiten (Auswahl)
- Roberto Andorno, Bioethiker an der Universität Zürich
- Richard Beaulieu, Diplomsportlehrer und Sportwissenschaftler
- Marie-Claire Blais (1939–2021), Schriftstellerin
- Louis Joseph Napoléon Paul Bruchési (1855–1939), Professor für Dogmatik und Erzbischof von Montréal
- Alain Buogo: Leiter Koordination der Geoinformation und geografischen Informationssysteme (KOGIS) Schweiz
- Auriélie Campana, Politikwissenschaftlerin
- Patricia Hewes Corry, Musical- und Opernsängerin
- Hamidou Dia, Philosoph und Schriftsteller
- Calixte Duguay, Dichter und Musiker
- François Faucher Künstler
- Alexandre Gilbert, Physiker und Volkswissenschaftler
- Gustave Guillaume (1883–1960), Hochschullehrer und französischer Linguist
- Hélène Guilmette, Sopranistin und Opernsängerin
- Adalbert Gauthier Hamman, Professor für Sakramentstheologie
- Kevin Hébert, Soziologe
- Michael Hengartner (* 1966), Rektor der Universität Zürich
- Theodor Heuss (1884–1963), erster Bundespräsident der Bundesrepublik Deutschland, Ehrendoktorwürde
- Jean (1921–2019), Großherzog von Luxemburg
- Alain François de Krassny (* 1942), Ingenieur
- Christophe Lacroix, Professor für Lebensmittelbiotechnologie
- Eva Leonardi, Kommunikationswissenschaftlerin
- Claude Lévi-Strauss (1908–2009), Ethnologe und Anthropologe
- C. S. Lewis (1898–1963), Schriftsteller und Literaturwissenschaftler, Ehrendoktor für Literatur
- Pauline Marois (* 1949), Politikerin, Mitglied der Québecer Nationalversammlung
- Jean Piché (* 1951), kanadischer Komponist und Videokünstler
- Werner Ruhnau (1922–2015), Architekt; Professur an der Universität Laval
- Werner Schüßler (* 1955), Philosoph
- Susanne Sehili, Sprachwissenschaftlerin
- Elzéar-Alexandre Taschereau (1820–1898), erster kanadischer Kardinal und Mitgründer der Universität Laval
- Vincent Tran tam Tinh (* 1929), klassischer Archäologe
- Alexandre Vachon (1885–1953), Rektor der Universität und Erzbischof von Ottawa
- Niklaus Wirth (1934–2024), Informatiker
- Hans Wolff (1938–2023), Mathematiker
- Georges M. Saad Abi Younes (* 1948), maronitischer Bischof in Mexiko